# Робер, Марк
Марк Робер (англ. Mark Rober; род. 11 марта 1980) — американский ютубер, инженер, изобретатель и педагог. Он известен своими видеороликами на YouTube о научно-популярных и самодельных гаджетах. До того, как он стал ютубером, Робер девять лет проработал инженером в НАСА, где провел семь лет, работая над марсоходом Кьюриосити в Лаборатории реактивного движения НАСА. Позже он четыре года проработал в Apple Inc. дизайнером продуктов в их группе специальных проектов, где стал автором патентов, касающихся виртуальной реальности в беспилотных автомобилях.

## Ранняя жизнь и образование
Робер вырос в Брея, Калифорния, младший из трёх братьев и сестёр. Он окончил среднюю школу Бреа-Олинда в 1998 году. Он заинтересовался инженерным делом в юном возрасте, создав пару защитных очков, которые помогали избежать раздражения глаз при нарезке лука. Робер окончил Университет Бригама Янга в 2004 году со степенью бакалавра наук в области машиностроения. Позже он получил степень магистра наук в области машиностроения в Университете Южной Калифорнии в 2014 году.

## Карьера

### Ранняя карьера (НАСА)
Робер присоединился к Лаборатории реактивного движения НАСА (JPL) в 2004 году. Он проработал там девять лет, семь из которых потратил на работу с марсоходом Кьюриосити, который сейчас находится на Марсе. Он разработал и поставил оборудование для нескольких миссий Лаборатории реактивного движения (JPL), включая AMT, GRAIL, SMAP и Марсианскую научную лабораторию (MSL). Работая в НАСА, Робер был одним из основных архитекторов «JPL Wired», которая представляла собой всеобъемлющее средство сбора знаний wiki. Он опубликовал тематическое исследование о применении технологии wiki в высокотехнологичной организации для разработки «Интрапедии» для сбора корпоративных знаний.

### Канал YouTube, научная коммуникация
Работая в НАСА, Робер начал снимать вирусные видеоролики. Его видеоролики охватывают широкий спектр тем, подбирая идеи для первоапрельских розыгрышей и рассказывая о том, как обойти комнату побега и неинвазивно снимать приматов в зоопарках. Он также выступает в защиту науки во многих своих видеороликах.
В октябре 2011 года Робер записал своё первое видео на YouTube. На нём изображен костюм на Хэллоуин, в котором использовались два iPad, чтобы создать иллюзию видения сквозь его тело. Его видео с костюмом «сияющая дыра в торсе» стало вирусным, набрав 1,5 миллиона просмотров за один день. В следующем году Робер запустил Digital Dudz, онлайн-компанию по производству костюмов для Хэллоуина, основанных на той же концепции, что и видео (патент на которое принадлежит Роберу). За первые три недели работы компания получила доход в размере 250 000 долларов, и к 2013 году его костюмы, интегрированные в приложение, продавались в розничных магазинах, таких как Party City. Костюмы широко демонстрировались на новостных каналах, таких как CBS News, CNN, The Tonight Show с Джеем Лено, Fox, Yahoo! News, Discovery Channel, The Today Show и GMA. Он продал компанию британской компании по производству костюмов Morphsuits в 2013 году.
В декабре 2018 года Робер опубликовал видео, показывающее, как он обманул похитителей посылок с помощью хитроумного устройства, которое распыляло на воров блёстки, издавало неприятный запах и снимало воров на видео. Видео стало вирусным, набрав 25 миллионов просмотров за один день. Позже Робер удалил два из пяти инцидентов, заснятых на пленку, после того, как обнаружил, что двое из воров на самом деле были друзьями человека, которого он нанял, чтобы помочь поймать похитителей посылок. В декабре 2019  года Робер опубликовал продолжение, объединившись с Маколеем Калкином и отличающееся улучшенным дизайном. Год спустя Робер опубликует еще одно продолжение с третьим изданием «Бомбы». При его разработке Робер сотрудничал с Джимом Браунингом, Scammer Payback и различными государственными и федеральными властями, чтобы использовать пакет с блестящей бомбой-приманкой в качестве тактики для отслеживания и ареста дропперов и их руководителей, которые работали с мошенническими колл-центрами в Индии, чтобы ограбить пожилых людей на тысячи долларов. Это было сделано совместно с движением нескольких ютуберов, направленным на то, чтобы отомстить абонентам-мошенникам и закрыть их, одновременно повышая осведомленность, чтобы предотвратить мошенничество других людей. Видеозаписи привели к закрытию этих колл-центров и аресту 15 высокопоставленных чиновников, причастных к мошенничеству.
В 2021 году Робер выпустил видео Беличий Лабиринт на Заднем Дворе, в котором показана полоса препятствий на заднем дворе, которую он построил, чтобы белки не крали еду из его кормушек для птиц. Год спустя он выпустил последующее видео обновленной полосы препятствий. К сентябрю 2023 года оригинальное видео набрало 114 миллионов просмотров; второе видео — 80 миллионов и третье — 25 миллионов.
Робер опубликовал статьи в «Men's Health», и выступил с презентацией на TED в 2015 году «Как придумывать хорошие идеи» и еще одной, озаглавленной «Эффект Супер Марио» — как заставить ваш мозг узнать больше". Он также неоднократно появлялся на ток-шоу «Джимми Киммел в прямом эфире», в том числе был гостем шоу в июле 2022 года.
В 2018 году сообщалось, что Робер тайно работал над проектами виртуальной реальности для Apple Inc., включая бортовые развлечения компании для самоуправляемых автомобилей, для которых Робер написал два патента, связанных с виртуальной реальностью. Робер работал дизайнером продуктов в группе специальных проектов Apple с 2015 по начало 2020 года. В 2020 году Робер снялся в шоу Мстителей на канале Discovery со скрытой камерой вместе с Джимми Киммелом. Он также снялся в сериале «Это Марк Робер на „Дискавери“».
В октябре 2019 года MrBeast и Робер выпустили проект под названием Team Trees после твита, в котором предлагалось, что MrBeast должен посадить 20 миллионов деревьев. MrBeast и Робер работали с ютуберами по всему миру, пытаясь воплотить это в жизнь. Цель состояла в том, чтобы собрать 20 000 000 долларов для Фонда Дня дерева к 2020 году, в то время как Фонд Дня дерева сажал по одному дереву на каждый собранный доллар. В 2021 году он основал Team Seas совместно с MrBeast, которые собрали более 34 миллионов долларов на уборку пляжей и морей, а также вывезли один фунт мусора на каждый пожертвованный доллар с помощью природоохранной организации The Ocean Cleanup.

### CrunchLabs
Робер — основатель CrunchLabs, компании, занимающейся образовательными технологиями, которую он основал в 2022 году. Компания создает практические программы обучения STEM и абонентские сервисы (известные как CrunchLabs Build Boxes), которые содержат строительные проекты и инженерные задачи для детей.

## Личная жизнь
Робер переехал в Саннивейл, Калифорния, в 2015 году. Сын Робера страдает аутизмом. В апреле 2021 года Робер и Джимми Киммел провели прямую трансляцию, собрав 3 миллиона долларов на поддержку организации NEXT for AUTISM (СЛЕДУЮЩИЙ шаг в отношении АУТИЗМА). В сентябре 2024 года Робер опубликовал в X (ранее Twitter) пост о том, что он развёлся три с половиной года назад.

## Награды и номинации
В 2021 году Инженерно-технологический институт наградил Робера единовременной премией как STEM-личность года, а позже присвоил ему звание Почетного члена в знак признания его вклада в инженерную профессию.
Робер также выступил с вступительной речью в 2023 году в Массачусетском технологическом институте.
В 2024 году Роберу была вручена награда основателя Первого конкурса робототехники на Первом чемпионате в знак признания его усилий по расширению доступа к образованию STEM и программам робототехники.
| Год  | Награда                    | Категория                                           | Номинант                                                                          | Результат | Ссылка |
| ---- | -------------------------- | --------------------------------------------------- | --------------------------------------------------------------------------------- | --------- | ------ |
| 2018 | 8-я премия Streamy Awards  | Наука или образование                               | Марк Робер                                                                        | Номинация | [ 46 ] |
| 2019 | 9-я премия Streamy Awards  | Наука или образование                               | Марк Робер                                                                        | Победа    | [ 47 ] |
| 2020 | 10-я премия Streamy Awards | Обучение и просвещение                              | Марк Робер                                                                        | Победа    | [ 48 ] |
| 2020 | 10-я премия Streamy Awards | Некоммерческая организация или НПО                  | Team Trees (Марк Робер и Джеймс Стивен)                                           | Победа    | [ 48 ] |
| 2021 | 11-я премия Streamy Awards | Наука и инженерия                                   | Марк Робер                                                                        | Победа    | [ 49 ] |
| 2021 | 11-я премия Streamy Awards | Некоммерческая организация или НПО                  | СЛЕДУЮЩИЙ за АУТИЗМОМ Раскрась спектр В ПРЯМОМ ЭФИРЕ (Марк Робер и Джимми Киммел) | Победа    | [ 49 ] |
| 2022 | 26-я премия Webby Awards   | Человек года в области кино и видео по версии Webby | Марк Робер                                                                        | Победа    | [ 50 ] |
| 2022 | 12-я премия Streamy Awards | Создатель года                                      | Марк Робер                                                                        | Номинация | [ 51 ] |
| 2022 | 12-я премия Streamy Awards | Наука и техника                                     | Марк Робер                                                                        | Победа    | [ 51 ] |
| 2022 | 12-я премия Streamy Awards | Сотрудничество                                      | Марк Робер, Джим Браунинг и Trilogy Media                                         | Победа    | [ 51 ] |
| 2022 | 12-я премия Streamy Awards | Социальное благо: Создатель                         | Team Seas (Марк Робер и Джеймс Стивен)                                            | Победа    | [ 51 ] |
| 2022 | 12-я премия Streamy Awards | Вовлечение бренда                                   | Team Seas (Марк Робер и Джеймс Стивен)                                            | Победа    | [ 51 ] |
| 2022 | 12-я премия Streamy Awards | Кампания по оказанию социального воздействия        | Team Seas (Марк Робер и Джеймс Стивен)                                            | Номинация | [ 51 ] |
| 2023 | 13-я премия Streamy Awards | Наука и техника                                     | Марк Робер                                                                        | Номинация | [ 52 ] |
| 2023 | 13-я премия Streamy Awards | Продукт создателя                                   | CrunchLabs                                                                        | Номинация | [ 52 ] |

### Комментарии
1. ↑  Видео под названием "Уничтожили Телефонных Мошенников Пранками - Блесткобомбная Расплата"